# Vienna (Virginia Occidentale)
Vienna è un comune degli Stati Uniti d'America, nella contea di Wood nello Stato della Virginia Occidentale.